# Афроамериканская литература
Афроамериканская литература — литература, написанная представителями чернокожего населения США, преимущественно на английском языке (в том числе на его афроамериканской разновидности).

## История
Наиболее ранним известным произведением афроамериканской литературы считается баллада «Bars Fight» за авторством Люси Терри, описывавшая нападение индейцев на город Дирфилд, которое имело место в 1746 году. Впервые стихотворение было опубликовано только в 1855 году, спустя тридцать с лишним лет после смерти его создательницы. Хронологически же первым опубликованным произведением чернокожего автора стала религиозная поэма Джупитера Хэммона«Вечерние размышления» (1761); его же «Обращение к неграм штата Нью-Йорк» можно причислить к первым афроамериканским публицистическим произведениям. Чернокожая поэтесса Филлис Уитли снискала всенародную славу своими стихотворениями, опубликованными в 1773 году в сборнике «Стихи на различные темы», и удостоилась письма от президента Джорджа Вашингтона, поблагодарившего Филлис за посвящённую ему поэму.
У истоков афроамериканской прозы стояли автобиографические сочинения, подобные «Увлекательной повести жизни Олаудаха Экиано, или Густавуса Вассы, африканца» Олауда Эквиано. Родоначальниками афроамериканской художественной прозы стали такие авторы, как писавший на французском уроженец Нового Орлеана Виктор Сежур (1817-1874) и аболиционистский активист Уильям Уэллс Браун, создатель первого афроамериканского романа «Клотель, или Дочь президента» (1853). Одним из известнейших чернокожих писателей XIX века стал аболиционист Фредерик Дуглас, прославившийся своими публицистическими и автобиографическими произведениями. Помимо так называемых «повествований о рабстве» (англ. slave narratives), другой популярный жанр афроамериканской мемуарной литературы XIX века — духовная проза.
Документальная и автобиографическая проза и публицистика остаются важными жанрами афроамериканской литературы и после отмены рабства. Влиятельнейшими авторами конца XIX — начала XX века были публицисты У. Э. Б. Дюбуа и Букер Т. Вашингтон. Поэзия и художественная проза этого периода представлена такими именами, как Пол Лоренс Данбар, Фрэнсис Харпер, Мэри Уэстон Фордхэм, Чарлз Чеснатт и др.
Расцветом новой афроамериканской литературы стал так называемый Гарлемский ренессанс 1920-x годов, виднейшими представителями которого были Лэнгстон Хьюз, Джеймс Болдуин, Зора Нил Херстон, Клод Маккей, Каунти Каллен. Болдуин, помимо прочего, стал одним из первых афроамериканских авторов, обратившихся в своём творчестве к теме гомосексуальности. Кумиром и близким другом Болдуина стал Ричард Райт, опубликовавший в 1940 году роман «Сын Америки» и ставший одним из влиятельнейших чернокожих писателей США. Заметными фигурами эпохи движения за гражданские права чернокожих в США стали писатель Ральф Эллисон, поэтесса, лауреатка Пулитцеровской премии Гвендолин Брукс, драматург Лорейн Хэнсберри, поэт-битник Амири Барака (ЛеРой Джонс).
В 1970-е годы начинает публиковаться Тони Моррисон, получившая в 1993 году Нобелевскую премию по литературе. Другая влиятельная чернокожая писательница этого периода, лауреатка Пулитцеровской премии — Элис Уокер, автор нашумевшего романа «Цвет пурпурный».
Среди других афроамериканских авторов второй половины XX века — Алекс Хейли, Майя Энджелоу, Рита Дав, Нтозаке Шанге, Сэмюэль Р. Дилэни, Октавия Батлер, Джон Ридли, Нало Хопкинсон и пр.

## Критика
Некоторые (преимущественно консервативные) критики возражают против выделения самостоятельной афроамериканской литературы внутри собственно литературы США, усматривая в этом влияние «культурных войн». Иногда писатели-афроамериканцы встречаются с критикой от лица самого афроамериканского сообщества: так, У. Э. Б. Дюбуа критиковал Клода Маккея за откровенные описания сексуальной жизни своих героев, считая, что это может повредить имиджу афроамериканцев, позднее с аналогичными обвинениями столкнулась Элис Уокер — за описания домашнего насилия в семье чернокожих.